# 袴腰山 (徳島県)
袴腰山（はかまごしやま）は、徳島県鳴門市に位置する山である。標高は264.7m。別称は大津富士（おおつふじ）、撫養富士（むやふじ）。

## 地理
讃岐山脈の東端、東には天円山と大麻山、西に金光山が聳える。大津町大代に位置することから「大津富士」や「撫養富士」と別称される。
山頂には愛宕神社が鎮座し、鳴門海峡や鳴門・徳島市街地まで眺められる。山麓には歓喜天神社が鎮座する。